# Hans Bentzien

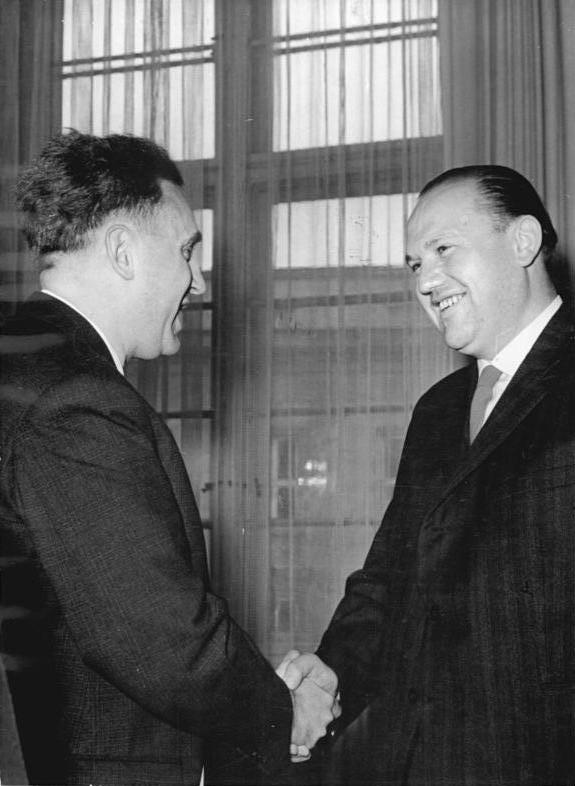
Hans Bentzien (links) verlieh am 22. Mai 1963 den Johannes-R.-Becher-Preis an den Lyriker und Erzähler Franz Fühmann

Hans Bentzien (* 4. Januar 1927 in Greifswald; † 18. Mai 2015 in Bad Saarow) war ein deutscher Politiker und Funktionär der Sozialistischen Einheitspartei Deutschlands (SED). Von 1961 bis 1965 war er Minister für Kultur der DDR. Ab 1966 war er in verschiedenen Positionen in der Medienwirtschaft tätig. In mehreren Funktionen war er mitverantwortlich für die Entwicklung und Umsetzung der zentral gelenkten Kulturpolitik der SED und der damit verbundenen staatlichen Zensur.

## Leben
Als Mitglied der Hitlerjugend absolvierte Bentzien eine Ausbildung zum Lehrer an der Lehrerbildungsanstalt in Rogasen im Warthegau. Er beantragte am 9. Februar 1944 die Aufnahme in die NSDAP und wurde zum 20. April desselben Jahres aufgenommen (Mitgliedsnummer 9.751.671). Noch im gleichen Jahr wurde er zum Reichsarbeitsdienst und im Oktober zur Wehrmacht eingezogen. Im Jahr 1945 kam er in britische Kriegsgefangenschaft.
Heimgekehrt trat Bentzien, ohne seine frühere NSDAP-Mitgliedschaft zu verleugnen, im März 1946 in die Kommunistische Partei Deutschlands ein, durch die Zwangsvereinigung von SPD und KPD zur SED im April 1946 wurde er Mitglied der SED. Von 1946 bis 1948 war er Lehrer in Greifswald. Von 1948 bis 1950 studierte er an der Ernst-Moritz-Arndt-Universität Greifswald und an der Friedrich-Schiller-Universität in Jena Geschichte. Während seiner Tätigkeit für die Landesleitung Thüringen und die Kreisleitung Gera der SED „bewährte“ sich Bentzien in den Tagen um den Aufstand des 17. Juni 1953 in Jena. Dort übernahm er in der Kreisleitung der SED bis März 1954 den Posten des Ersten Sekretärs. Von 1955 bis 1958 studierte Bentzien in Moskau an der Parteihochschule der KPdSU mit Abschluss als Diplom-Gesellschaftswissenschaftler.
Von 1958 bis 1961 war Bentzien Sekretär für Kultur und Bildung der SED-Bezirksleitung Halle und Mitglied der Kulturkommission beim SED-Politbüro. Von 1961 bis 1965 war er Minister für Kultur der DDR. Bentzien hatte in seinem Amt wegen seines Eintretens gegen die Zerstörungen des Johanniskirchturms und der Universitätskirche in Leipzig mehrere Zusammenstöße mit dem Politbüromitglied Paul Fröhlich, hinter dem der Abrissbefürworter Walter Ulbricht stand. Indessen hatte 1965 in Westdeutschland der Untersuchungsausschuss Freiheitlicher Juristen die bis dahin in der DDR öffentlich verschwiegene NSDAP-Mitgliedschaft Bentziens der Presse bekanntgemacht. In der Folge des 11. Plenums des ZK der SED wurde Hans Bentzien am 12. Januar 1966 „wegen ernsthafter Fehler“ abgelöst und durch Klaus Gysi ersetzt. Ob für die Absetzung das Bekanntwerden der NSDAP-Mitgliedschaft, das den Ruf der DDR als antifaschistischen Staat gefährdete, oder der Widerstand gegen die Abrisspolitik der ausschlaggebende Grund war, ist unklar.
Nach seiner Ablösung als Minister war Bentzien von 1966 bis 1975 Direktor des Verlages Neues Leben, bis er 1975 zum Rundfunk der DDR wechselte, wo er als Nachfolger von Manfred Engelhardt für zwei Jahre die Leitung der Hauptabteilung Funkdramatik übernahm (1975–1977). 1977 wurde Bentzien stellvertretender Vorsitzender des Staatlichen Komitees für Fernsehen. 1979 wurde er wegen Ausstrahlung der Filme Geschlossene Gesellschaft und Ursula abgesetzt. Bentzien blieb beim Fernsehen und arbeitete in der Redaktion Publizistik des Deutschen Fernsehfunks (DFF). 1984 entstand unter seiner Leitung der Dokumentarfilm Wir haben nichts zu bereuen. Nach der Wende wurde Bentzien Generalintendant des DFF (1989–1990).
Bentzien starb im Alter von 88 Jahren in Bad Saarow.

## Auszeichnungen
- 1959 Dr.-Theodor-Neubauer-Medaille
- 1965 Vaterländischer Verdienstorden in Silber[10]
- 1985 Theodor-Körner-Preis

## Schriften
- Wie Robinson kann man nicht leben, Berlin 1974
- Ein Buch vom Kommunismus. Für junge Leute, Berlin 1976
- Meister, Meister, zeig uns Arbeit!, Berlin 1979
- Wohin die Reise geht, Berlin 1980
- Bruder Martinus, Berlin 1983
- Jagdzauber und Totemtier, Berlin 1984
- Festung vor dem Strom [Stalingrad], Berlin 1986, ISBN 3-327-00203-7. Als E-Book: EDITION digital, Godern 2012, ISBN 978-3-86394-699-9
- Im Zeichen des Regenbogens. Aus dem Leben Thomas Müntzers, Berlin 1989
- Elisabeth. Das irdische Leben einer Heiligen. Biografie, 1990, ISBN 3-355-01028-6
- Medien-Wende – Wende-Medien? Dokumentation des Wandels im DDR-Journalismus Oktober ’89–Oktober ’90, Berlin 1991, ISBN 3-89158-063-0
- Die Heimkehr der Preußenkönige, 1991, ISBN 3-353-00877-2
- Unterm Roten und Schwarzen Adler, Berlin 1992, ISBN 3-353-00897-7
- Meine Sekretäre und ich, Berlin 1995, ISBN 3-355-01452-4
- Meine Amsel singt in Tamsel, Berlin 1996, ISBN 3-929592-25-8
- Friedrich II., König von Preußen, Berlin 1996
- Damm und Deich – Fruchtbar und reich, 1997, ISBN 3-929592-29-0
- Claus Schenk Graf von Stauffenberg. Zwischen Soldateneid und Tyrannenmord, 1997, ISBN 3-360-01239-9
- Zauberhaftes Saarow, 1999, ISBN 3-929592-44-4
- Nur in Rheinsberg bin ich glücklich gewesen: Kronprinz Friedrich in Küstrin, Ruppin und Rheinsberg, Berlin 2001, ISBN 3-929592-36-3
- Die Irrfahrt der Könige, 2000, ISBN 3-929592-47-9
- Das ungleiche Königspaar, 2001, ISBN 3-929592-58-4
- Ich, Friedrich II, 2002, ISBN 3-353-00857-8
- Überhaupt zeige man Charakter!, 2002, ISBN 3-929592-42-8
- Fragen an die DDR, 2003, ISBN 3-360-01045-0
- Was geschah am 17. Juni?, Edition Ost, Berlin 2003, ISBN 3-360-01042-6[11]
- Division Brandenburg, 2004, ISBN 3-360-01058-2
- Warum noch über die DDR reden? - Sophies Fragen, Das neue Berlin, Berlin 2009, ISBN 978-3-360-01964-6